# Daniel Nordmann
Ne doit pas être confondu avec Daniel Nordman.
Daniel Nordmann, né le 12 décembre 1955, était un fonctionnaire fédéral suisse.

## Biographie
Daniel Nordmann est diplômé en psychologie de l'HAP (École supérieure de psychologie appliquée) et obtient le titre d'Executive MBA en management de logistique de l'université de Saint-Gall. Il est membre du Parti socialiste suisse. 
De 1991 à 1998, Daniel Nordmann est secrétaire dirigeant et responsable du secrétariat de l'Union syndicale suisse. Le 1er avril 1998, il devient directeur du Service centrale du personnel pour les Chemins de fer fédéraux suisses CFF par Moritz Leuenberger. Le conseil d'administration des CFF le nomme ensuite à la tête de CFF Cargo en 2000 à la place de Per Utnegaard. Sous sa direction, CFF Cargo tente une stratégie d'expansion offensive sur l'axe nord-sud entre le nord de l'Allemagne et le nord de l'Italie. Il démissionne en août 2007.